# Anaconda 3: Offspring
Anaconda 3: Offspring (titulada: Anaconda 3: La venganza en España y Anaconda 3: La amenaza en Hispanoamérica) es una película de terror y suspenso, dirigida por Don E. Fauntleroy del 2008, es la secuela de Anacondas: The Hunt for the Blood Orchid y es la tercera película de la franquicia Anaconda. Producida por Sony Pictures Entertainment en colaboración con Syfy, la película fue lanzada en DVD el 21 de octubre de 2008 en los Estados Unidos y en el Reino Unido el 20 de octubre del mismo año. Está protagonizada por David Hasselhoff, Crystal Allen, Anthony Green y John Rhys-Davies.
La película sigue los acontecimientos de la película anterior, con la trama de la orquídea sangrienta.

## Argumento
En la selva del Amazonas, Markos Hammett (David Hasselhoff) y su grupo de mercenarios capturan dos gigantescos especímenes de Anaconda verde, una hembra y un macho, los cuales son trasladados a la sucursal en Rumanía de Wexel Hall (empresa de la segunda película), donde años después se ha logrado crear un híbrido de la Orquídea sangrienta y se está experimentando para lograr producir el tan codiciado suero para mejorar la calidad de salud de la humanidad. Dicho proyecto está a cargo de la doctora Amanda Hayes (Crystal Allen). El suero lastimosamente no funciona en mamíferos funcionando casi exclusivamente en reptiles y, durante las experimentaciones con el mismo, las dos anacondas resultaron afectadas durante la experimentación, sufriendo mutaciones como la capacidad de escupir ácido, desarrollando una piel acorazada, volviéndose más fértiles y desarrollando un gigantesco aguijón en la cola.
Durante la visita del fundador de la empresa, Murdoch (John Rhys-Davies), quien padece de Cáncer de hueso y está desesperado por que se produzca un suero de Orquídea capaz de curarlo, este termina irritando a la anaconda macho tras iluminar su tanque con una linterna, la cual logra escapar de su cautiverio y también libera a al espécimen hembra, causando daños y provocando muertes hasta irse del recinto.
Desesperado por lo ocurrido, Murdoch contrata nuevamente a Hammett y a un grupo de mercenarios en compañía de Amanda con el fin de detener a ambas serpientes antes de que causen estragos. Ambas anacondas llegan a una granja donde devoran al propietario y a su ganado caprino.
Una vez que el equipo llega a la granja mediante el rastreo de un chip implantado en una de las anacondas, gran parte del equipo es asesinado por ambas anacondas. Luego de que Hammett logra salvar a Amanda de ser asesinada por la anaconda macho, luego de que está hiciera que el jeep en el que la seguían fuera volcado y posteriormente explotara, Amanda le revela al equipo que la hembra está embarazada y probablemente a punto de dar a luz. Empiezan a seguir a las serpientes hasta llegar a un viejo parque industrial, en donde uno de los trabajadores de la empresa es asesinado por la anaconda macho. Luego esta junto a la hembra pasan cerca de Amanda, quien avisa a Hammett y el equipo las siguen hasta un lago en dónde estas entran y luego se dirigen a una fábrica abandonada donde la hembra pueda dar a luz a sus crías. Luego de que el acompañante de Amanda fuese asesinado por la anaconda macho, ella descubre que realmente Murdoch y Hammett no planean destruir a las serpientes sino que las necesitan para seguir en su buscada del suero de la inmortalidad a base de la Orquídea. Luego de que Amanda luchase con Hammett y le apuñalara con un cuchillo, Amanda coloca un dispositivo de explosión para detonar el lugar y asesinar a la anaconda hembra y a las crías. Sin embargo, al final una de las crías de anaconda sobrevive y es capturada por uno de los trabajadores de Murdoch.

## Elenco
- David Hasselhoff como Markos Hammett;
- Crystal Allen como la doctora Amanda Hayes;
- Ryan McCluskey como Pinkus;
- Patrick Regis como Nick;
- Anthony Green como el capitán Grozny;
- John Rhys-Davies como J. D. Murdoch;
- Alin Olteanu como Andrei;
- Toma Danilă como Víctor;
- Milhaela Elena Oros como Sofía.
- Anca-Ioana Androne como Mother

## Continuación

### Anacondas: Trail of Blood (2009)
Anacondas: Trail of Blood es la cuarta y última película de la franquicia, del 2009 y nuevamente dirigida por Don E. Fauntleroy y producida por Sony Pictures Entertainment, esta vez protagonizada por Crystal Allen, Linden Ashby, Danny Midwinter y John Rhys-Davies.
Narrando como el experimento de Wexel Hall en una anaconda con capacidad de regenerar sus daños, es utilizado con el fin de buscar la cura al cáncer de hueso que padece el dueño de la misma.

## Recepción y lanzamiento
Al igual que muchas películas hechas para la televisión, la película recibió malas críticas por no tener un argumento acorde con las películas anteriores, una historia confusa y poco original, malas actuaciones y efectos especiales de bajo presupuesto. Actualmente posee un escaso rating de 2,7 en IMDb. Anaconda 3: Offspring fue lanzada en DVD el 21 de octubre de 2008 por Sony Pictures Home Entertainment.